# Harry Purvis
Harry Purvis je fiktivní vědec z některých povídek britského spisovatele žánru science fiction A. C. Clarka. Objevuje se zejména v povídkové sbírce Historky od Bílého jelena, kde vypráví svým přátelům v londýnské hospodě Bílý jelen stěží uvěřitelné příběhy. Některé povídky z této knihy jsou přítomny i v jiných sbírkách, jako např. Oceánem hvězd či Zkazky z planety Země.

## Povídky, v nichž vystupuje Harry Purvis
- Ticho, prosím (anglicky Silence, Please!, 1950) – v hostinci U Bílého jelena vypráví Harry Purvis příběh o vývoji a následném použití tlumiče zvuku v opeře, kde poté nastane poprask.
- Zbrojní horečka (anglicky Armaments Race, 1954) – Harry Purvis přivede mezi své přátele do londýnské hospůdky U Bílého jelena amerického odborníka na filmové triky Sollyho Blumberga. Ten přítomnému osazenstvu vypráví své zážitky z branže.
- Pacifista (anglicky The Pacifist, 1956) – v londýnské hospůdce U Bílého jelena vypráví Harry Purvis historku o vývoji amerického superpočítače, který měl sloužit vojenským účelům.[1]
- Muž, který přeoral moře (anglicky The Man Who Ploughed the Sea, 1957) – Harry Purvis se nechá pozvat svým přítelem právníkem Georgem na plavbu v jeho podomácku zkonstruované ponorce podél pobřeží Floridy. Na moři se setkají s doktorem Romanem, jenž jim vypráví příběh o možnosti získávání chemických prvků z oceánu.[2]
- Příští nájemníci (anglicky The Next Tenants, 1957) – zde vystupuje Purvis jako pracovník v jaderném programu, který při kontrole měřících přístrojů na jednom z pacifických atolů narazí na samotářského biologa profesora Takatu, jenž zde provádí výzkum termitů.[3]